# Trigonella dasycarpa
Trigonella dasycarpa är en ärtväxtart som först beskrevs av Nicolas Charles Seringe, och fick sitt nu gällande namn av I.T. Vassilczenko. Trigonella dasycarpa ingår i släktet trigonellor, och familjen ärtväxter. Inga underarter finns listade i Catalogue of Life.